# Palestina de Los Altos
Pour les articles homonymes, voir Palestina.
Palestina de Los Altos est une ville du Guatemala dans le département de Quetzaltenango.